# 黑人女性主義
黑人女性主義（英語：black feminism）是一個認為性別主義（英語：sexism）、階級壓迫、性別認同與種族主義是緊密聯繫在一起的學派。這些概念之間的關係被稱為交叉性。
1960年代，黑人女性主義開始流行，回應對人權運動中的性別主義與女性主義運動中的種族主義的回應。自1970年代到80年代，黑人女性主義者組織了各種團體，指出黑人女性在黑人民族主义、同志解放，與第二波女性主義中的角色。
1974年，卡姆比河團體主張黑人女性的解放伴隨所有人的自由，因為它將要求結束種族主義、性別主義與階級壓迫。翠希‧羅斯（Tracey Rose）說「電視銀幕單頻道視頻安裝開啟它的面，黑與白，聲音，維度變數」。
1989年，法學者柏莉‧坎秀首次創造交叉理論（intersectionality theory）這個術語。她的著作中論述了黑人女性主義，主張做為一個黑人女性的經驗，不能單以做為一個黑人，或一個女人的角度來理解。每一個概念不應只被視為獨立的，同時也包括經常增強彼此的交互作用，並且母職也是非常重要的。女性主義的核心是廢除女性面對的不平等的運動。
1990年代，安妮塔‧希爾論戰使黑人女性主義被放在主流鎂光燈下。到了2010年，黑人女性主義收益於社群媒體的曝光之下，而讓更多人認識。
黑人女性主義支持者認為黑人女性根本上被置於與白人女性不同的權力結構中。黑人女性主義的特徵產生於「白人女性主義者」這個嘲弄的標籤，用於批判不承認交叉性問題的女性主義者。黑人女性主義批評種族分化弱化了整體女性主義運動的力量。
在黑人女性主義運動之外進化的理論有愛麗絲·華克的女人主義與增加關注於黑人女性的歷史修正主義。安吉拉·戴维斯、貝爾·胡克斯、金柏莉·威廉斯·坎秀與派翠卡·希爾·柯林斯脫穎而出為黑人女性主義的領導性學者，與此同時，黑人名人，例如碧昂絲鼓勵社會討論黑人女性主義。

## 歷史

### 二十世紀晚期
在二十世紀下半葉，1960到1970年代之間，黑人女性主義做為一個政治與經濟運動，發展自黑人女性對人權運動與女性主義運動兩者的不滿。
黑人女性主義的基礎文本之一是瑪麗‧安‧威德斯（Mary Ann Weathers）於1969年出版，收錄於Cell 16的基進女性主義雜誌〈停止胡說八道：女性解放的日志〉（No More Fun and Games: A Journal of Female Liberation）的《主張黑人女性的解放做為一支革命力量》（An Argument for Black Women's Liberation as a Revolutionary Force）。威德斯陳述她的信仰是「女性的解放應該做為一種最終與包括女人、男人與兒童的整體的革命運動聯合在一起的策略」，但她斷定「女性必須開始讓這件事轉動」因為
所有女性遭受壓迫，即使白人女性，特定的貧窮白人女性，與特別是印第安、墨西哥、波多黎各、東方與壓迫是上述任一者的三倍的黑人美國女性。但我們確實擁有女性們的共同壓迫。這意味著我們可以開始與其他女性談論這個公因數並開始與她們建立聯繫，並因而建立與轉化我們現在開始收集的革命力量。
在1970年，第三世界女性們的同盟出版了黑人女性們的宣言（Black Women’s Manifesto），主張黑人女性受到特殊的壓迫。由蓋兒‧琳琪（Gayle Lynch）、埃莉诺·福尔摩斯·诺顿，麥克辛‧威廉斯（Maxine Williams）、佛蘭西斯‧貝爾與琳達‧拉‧如（Linda La Rue）連署，這份宣言，反對種族主義與資本主義，聲明：
黑人女性要求一套新的女性定義，承認她做為一個公民、夥伴與知己，不是一個母系惡家長或一個蹲式嬰兒製造馬桶。角色融合（integration）擁護對男性與女性的互相補充式的承認，不是同樣競爭式的承認。
（页面存档备份，存于）

#### 黑人女性與人權運動
民权运动不仅主要关注对黑人男性的压迫，而且许多黑人女性在学生非暴力协调委员会等民权组织中也面临严重的性别歧视。在民权运动中，男性占据着重要地位。然而，黑人女权主义者不希望这场运动成为争取黑人男性权利的斗争，他们希望黑人女性的权利被纳入其中。黑人妇女认为她们需要有自己的黑人妇女权利运动，因为白人女权主义者的抱怨不同于黑人女权主义者的抱怨。例如，一些黑人妇女抵制女权主义运动，因为她们觉得这会破坏她们的家庭结构，而且她们觉得女权主义运动偏袒白人妇女
1960-1960年间，学生非暴力协调委员会非常活跃，致力于通过和平手段实现社会正义。[26] SNCC是由Ella Baker创立的。贝克是全国有色人种促进会(NAACP)和南方基督教领袖委员会(SCLC)的成员。当贝克担任小马丁·路德·金(Martin Luther King Jr.)的sSCLC执行秘书时，她接触到了该组织的层级结构。贝克厌倦了在全国有色人种协进会和南方基督教领袖大会中发现的性别歧视，所以她想成立自己的组织，强调平等主义的结构，让女性参与到运动中来，表达她们的需求。[26]中国英语学习网1964年，在密西西比州韦弗兰举行的一次SNNC会议上，成员们讨论了妇女的作用，并讨论了该组织内部发生的性别歧视问题。[26]中国英语学习网SNCC的一群妇女(后来被确认为白人盟友玛丽·金和凯西·海登)公开质疑妇女在发表“SNCC立场文件(妇女参与运动)”时所受到的待遇。[27]中国英语学习网这篇论文列举了11件女性被视为男性下属的事件。根据这篇论文，SNCC的女性没有机会成为组织的脸面，最高领导人，因为她们被分配到文书和家务工作，而男性参与决策。
当斯托克利·卡迈克尔(Stokely Carmichael)当选SNCC主席时，他将该组织的方向重新定位为黑人权力。因此，白人女性在SNCC中失去了影响力和权力;玛丽·金(Mary King)和凯西·海登(Casey Hayden)离开了这里，开始积极追求女性平等。[29]中国英语学习网人们经常说，SNCC的黑人妇女在卡迈克尔时代受到了严重的压制。卡迈克尔在担任SNCC主席期间任命了几位妇女担任项目主任。到20世纪60年代下半叶，负责SNCC项目的女性比上半年更多。尽管有这些改进，SNCC的领导地位在其存在的整个时期都是由男性占据的。
这个组合的举起拳头的黑人权力，和占星术的象征金星，表示一个十字的理想，这两个群体。他们有共同的理想，比如“从奴隶制开始批判种族资本主义”。尽管如此，黑人女权主义还是有理由独立于黑人民族主义。黑人女权主义被描述为“黑人民族主义的性别歧视和男权主义(有时是异性恋主义)之间的谈判”
尽管经常发起抗议、组织和筹款活动、与社区沟通、制定策略，但许多报道民权运动的历史学家仍然忽视了担任领导职务的妇女。[33]中国英语学习网许多事件的成功，例如蒙哥马利公车抵制运动，都是由于妇女传播信息而成功的。在蒙哥马利巴士抵制运动中，罗莎·帕克斯被捕后，3.5万份传单被油印并分发出去。由于对蒙哥马利公车抵制运动的贡献，乔治亚。吉尔摩从厨师的工作中被解雇，并从蒙哥马利的其他工作中被列入黑名单

## 延伸閱讀
- 拒絕沉默，有色人種女性在學術界發聲（页面存档备份，存于）（英文）
- 第三世界女性聯盟（Third World Women's Alliance）。〈黑人女性宣言〉（Black Women's Manifesto （页面存档备份，存于）, 1970）（英文）
- 派翠卡．希爾．柯林斯（英语：Patricia Hill Collins），《黑人女性主義思想：知識、自覺與賦權的政治》（Black Feminist Thought: Knowledge, Consciousness and the Politics of Empowerment）（1990）和《黑人性政治：非裔美國人、社會性別和新種族主義》（Routledge，2005）（英文）
- 貝爾．胡克斯（英语：bell hooks），《我不是個女人嗎？》（英语：Ain't I a Woman?: Black Women and Feminism）（1981）（英文）
- 莫拉拉．奧古培-雷斯里（英语：Molara Ogundipe-Leslie），〈重新創造我們自己：非洲女性與批判性改革〉（Re-Creating Ourselves: African Women & Critical Transformations）（1994）（英文）
- 家庭女孩們：一份黑人女性主義文集（英语：Home Girls: A Black Feminist Anthology）（廚房餐桌：有色人種女性出版（英语：Kitchen Table: Women of Color Press）），1983；Reed. 2000）（英文）
- 這座橋叫做我的背（英语：This Bridge Called My Back）：基進有色婦女的文章（Writings by Radical Women of Color），雪莉．莫拉古（英语：Cherríe Moraga）和葛羅莉亞．E．安薩德（英语：Gloria E. Anzaldúa）編（Persephone Press，1981；第二版1984，廚房餐桌：有色人種女性出版；2002年由雪莉．莫拉古、安娜．卡斯提洛（英语：Ana Castillo）和諾瑪．厄拉康（英语：Norma Alarcón）譯為西班牙文）（英文）
- Muhs, Gabriella Gutiérrez y; Harris, Angela P.; Flores Niemann, Yolanda; González, Carmen G. . Boulder, Colorado: University Press of Colorado. 2012. ISBN 978-0-87421-922-7.（英文）
- Springer, Kimberly. . 迹象（英语：Signs (journal)） (University of Chicago Press). Summer 2002, 27 (4): 1059–1082. JSTOR 10.1086/339636. doi:10.1086/339636.（英文）
- Benard, Akeia A.F. . 性化、媒體與社會（英语：Sexualization, Media, & Society） (Sage). October–December 2016, 2 (4): 1–11. doi:10.1177/2374623816680622.（英文）